# Fotomáscara
Fotomáscara é a imagem fotográfica negativa de um molde de circuitos integrados.